# WSP Global

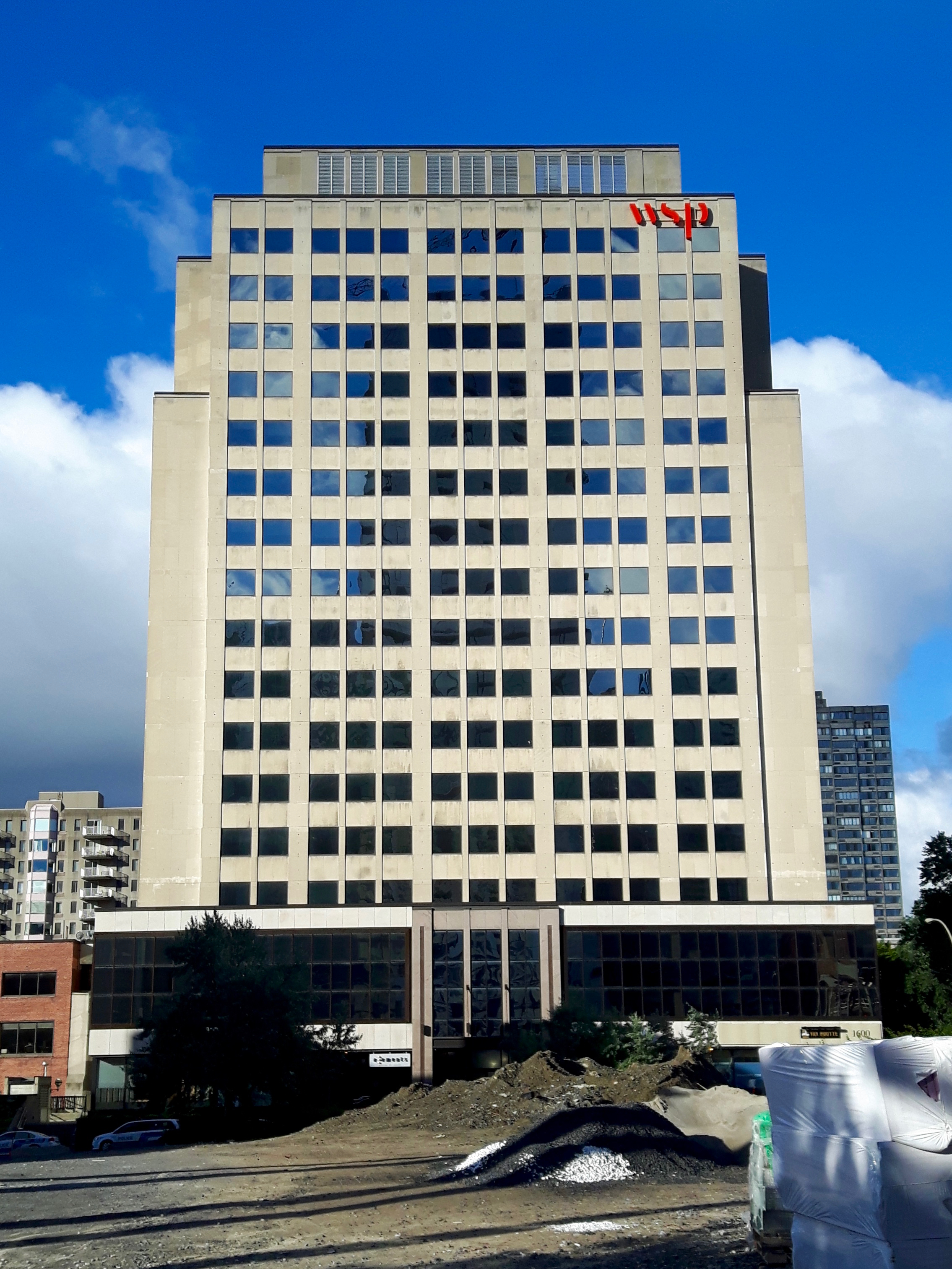
Sede de WSP Global

WSP Global Inc. es una empresa con sede en Canadá que proporciona servicios de gestión y consultoría para la construcción y el medio ambiente. Cotiza en la Bolsa de Toronto.
El 7 de junio de 2012, Genivar Inc. anunció que había hecho una oferta pública de adquisición amistosa de 278 millones de libras (442 millones de dólares) para WSP Group plc, con sede en Londres. La oferta fue respaldada por la junta directiva, así como por los inversionistas que tienen el 37 % de acciones de la compañía, el control se asumió el 1 de agosto de 2012.

## Historia
Las empresas de servicios de ingeniería,  G.B.G.M. Ltd y Les Consultores Dupuis, Côté Inc., comenzaron a operar en la ciudad de    Quebec en 1959. Después de la adquisición de tres empresas y la expansión geográfica en 1993, el nombre fue cambiado a GENIVAR.
En 1969 en Inglaterra, WSP fue fundada por Chris Cole y otros tres socios comerciales como la Asociación de venta William. En 1976, fue un miembro fundador de la BSRIA. Fue incluida por primera vez en la Bolsa de Londres en 1987. 
Ambas firmas crecieron en los últimos años, y el 1 de agosto de 2012, WSP y GENIVAR se fusionaron, creando una firma de servicios profesionales con aproxidamante 15.000 empleados, que trabajan en más de 300 oficinas en todos los continentes habitables.
La compañía reorganizó su estructura corporativa el 1 de enero de 2014 para crear una sociedad matriz denominada WSP Global Inc. y que adoptó la marca común de WSP.
El 3 de septiembre de 2014, WSP Global anunció su intención de comprar la firma de servicios profesionales Parsons Brinckerhoff de Balfour Beatty con sede en Nueva York por 1,24 billones de dólares. La empresa cuenta con una red de aproximadamente 170 oficinas y cerca de 13.500 empleados en los cinco continentes.

## Operaciones
La empresa se organiza en las siguientes áreas de servicios principales: Edificios, energía, medio ambiente, industria, minería y transporte e infraestructura.

## Proyectos destacados

### Proyectos destacados en progreso
- Two World Trade Center (200 Greenwich Street) en Nueva York
- Three World Trade Center (175 Greenwich Street) en Nueva York
- Aeropuerto de Berlín-Brandeburgo Willy Brandt: WSP está proporcionando servicios de gestión de proyectos
- Estación de Bond Street: WSP está proporcionando todos los servicios profesionales de diseño para las entradas de la estación
- Citi Field en Flushing, Nueva York
- The City Line en Suecia: WSP está proporcionando servicios de gestión de proyectos
- City of Arabia en Dubái
- One World Trade Center: WSP Cantor Seinuk está proporcionando servicios de ingeniería estructural
- Masdar en Abu Dhabi: WSP está proporcionando servicios ambientales
- MGM MIRAGE CityCenter en Las Vegas, Nevada

### Proyectos terminados destacados
- Shard London Bridge en Londres, Inglaterra
- Morgan Stanley Building en Nueva York
- 277 Park Avenue en Nueva York
- 30 The Bond en Sídney, Australia
- 383 Madison Avenue en Nueva York
- 60 Wall Street en Nueva York
- World Trade Center 7 en Nueva York
- Arthur Ashe Stadium en Flushing, Nueva York
- 8 Spruce Street en Nueva York
- Torre Beetham (Mánchester), el edificio más alto en Inglaterra fuera de Londres
- Binh Bridge, Vietnam, inaugurado en mayo de 2005
- El proyecto de Biogás en energía en la refinería Petro SA en Mossel Bay, Sudáfrica
- Birmingham Bullring en Birmingham, Inglaterra
- Canning Town Station en Londres, Inglaterra
- Edificio Condé Nast en Nueva York
- Council House 2 en Melbourne, Australia
- City Central Development en Adelaide, Australia
- Farnborough Business Park, Inglaterra
- Gotha Tunnel en Gotemburgo, Suecia
- Torre Hearst (Nueva York), el primer edificio de la ciudad certificado con un liderazgo en energía y diseño ambiental
- Puente de Hungerford, que cruza el Río Támesis en Londres
- The Lipstick Building en Nueva York
- BNY Mellon Center (Filadelfia)
- Edificio New York Times en Nueva York
- The Orion en Nueva York
- Torres Petronas en Kuala Lumpur, Malasia: WSP proporcionó servicios del MEP
- Royal Bank of Scotland Headquarters en Edimburgo, Inglaterra
- Royal Shakespeare Company’s Courtyard Theatre en Londres, Inglaterra
- Southern Cross Station, en Melbourne Australia
- Aeropuerto Internacional Suvarnabhumi en Bangkok, Tailandia
- Time Warner Center en Nueva York
- Torre Mayor en México D. F., México
- Trump International Hotel and Tower (Nueva York)
- Trump Tower en Nueva York
- Trump World Tower en Nueva York
- Chapultec Uno en México D. F., México